# Gelbe Schlauchpflanze

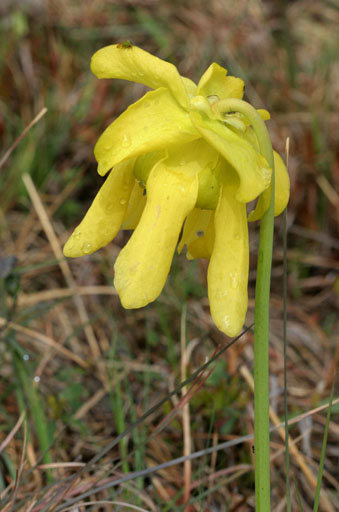
Blüte der Gelben Schlauchpflanze

Die Gelbe Schlauchpflanze (Sarracenia flava) ist eine Art aus der Familie der Schlauchpflanzengewächse. Die Art ist fleischfressend und beheimatet an der nordamerikanischen Südostküste.

## Merkmale
Die Gelbe Schlauchpflanze gilt als eine morphologisch sehr variable Art, insbesondere die Färbungen der Schläuche können von rein hellgrünen über rötlich nervierte oder gemusterte Formen bis hin zu fast vollständig dunkelroten Pflanzen reichen. Das kriechende Rhizom ist fest und länglich. Die Schläuche der Art können bei einzelnen Pflanzen bis über 1 Meter hoch werden, die normale Größe schwankt aber zwischen 40 und 70 Zentimeter. Sie stehen aufrecht und sind röhrenförmig, der untere und mittlere Bereich sind schlank, der obere Bereich trichterförmig, sich zur Öffnung hin auf bis zu 12 Zentimeter Durchmesser verbreiternd. Der an einer aufrechten Säule stehende Deckel ist fast kreisförmig, trägt am äußersten Ende eine fadenförmige Spitze und kann einen Durchmesser von bis zu 20 Zentimeter aufweisen. Den Schlauch entlang verläuft eine am Ansatz bis zu 8 Millimeter breite, nach oben sich bis zu 2 Millimeter Breite verschmälernde Ala. Im Lauf des Sommers bilden die Pflanzen zusätzlich schwertförmige, nicht-fleischfressende Phyllodien aus, die 20 bis 40 Zentimeter lang werden.
Die Blütezeit reicht von Mitte März bis Anfang Mai und geht der Zeit der Bildung neuer Schläuche voraus, die Blüten riechen nach Katzenurin. Die Blüten messen 4 bis 7 Zentimeter im Durchmesser. Die Kelchblätter sind gelbgrün gefärbt, die hellgelben, gelegentlich hellrot geäderten oder gefleckten Kronblätter sind 3 bis 5 Zentimeter lang, schnallenförmig und am äußersten Ende abgerundet. Der Stempel ist schirmförmig.
Die Chromosomenzahl beträgt 2n = 26.

## Verbreitung
Die Gelbe Schlauchpflanze wächst hauptsächlich in Sümpfen der Küstenebenen der südöstlichen USA vom äußersten Südosten Virginias (wo sie bis zur Wiederentdeckung einzelner kleiner Restpopulationen bereits als ausgestorben galt) über North Carolina, South Carolina, Georgia, dem westlichen Florida bis zum südöstlichen Alabama. Eine einzelne isolierte Population findet sich in North Carolina auch küstenfern im Piedmont.
Die Art ist eine Savannenpflanze, findet sich aber auch in anderen Feuchtgebieten, gelegentlich sogar in Mooren.

## Status und Gefährdung
Wie viele Schlauchpflanzen-Arten ist die Gelbe Schlauchpflanze gefährdet, seit den 1950er Jahren sind insbesondere zahlreiche große und alte Bestände verlorengegangen, darunter Populationen, die sich über mehrere Hektar hinzogen. Wichtige Einflüsse sind die Umwandlung der Standorte zu landwirtschaftlichen Zwecken oder auch Siedlungen; vor allem in Straßennähe verdriftete Unkrautbekämpfungsmittel; invasive Arten wie Kudzu oder auch die Begehrlichkeiten von Pflanzensammlern. Die Gelbe Schlauchpflanze ist im Anhang II des Washingtoner Artenschutzübereinkommens gelistet.

## Systematik und botanische Geschichte
Die Art wurde bereits von Carl von Linné 1753 in seine Species Plantarum aufgenommen, der Artname „flava“ kommt aus dem lateinischen „flavus“ und bedeutet „gelb“, was auf die Färbung der Schläuche wie der Blüten verweist. Es sind folgende 
Varietäten beschrieben:
- Sarracenia flava var. atropurpurea: Schläuche innen wie außen tiefrot
- Sarracenia flava var. cuprea: Tief kupferrote Färbung des äußeren Deckels
- Sarracenia flava var. maxima: Rein grüne Schläuche, ungeachtet des Namens normal groß
- Sarracenia flava var. ornata: Stark rot nervierte Schläuche von grüner Grundfarbe
- Sarracenia flava var. rubricorpora: Schläuche außen rein rot, Deckel und Schlauchinneres grün
- Sarracenia flava var. rugelii: Sehr große, reingrüne Schläuche, mit einem roten Kehlfleck

## Nachweise
1. 1 2 3 4 5 6 7  Donald E. Schnell: Carnivorous Plants of the United States and Canada. 2nd edition. Timber Press, Portland OR 2002, ISBN 0-88192-540-3, S. 140 ff.
2. 1 2 3 4  Stewart McPherson: Pitcher Plants of the Americas. McDonald & Woodward, Blacksburg VA 2007, ISBN 978-0-939923-74-8, S. 204 ff.
3. ↑  Sarracenia flava bei Tropicos.org. In: IPCN Chromosome Reports. Missouri Botanical Garden, St. Louis
4. ↑  Sarracenia flava in der Roten Liste gefährdeter Arten der IUCN 2006. Eingestellt von: Schnell, D., Catling, P., Folkerts, G., Frost, C., Gardner, R., et al., 2000. Abgerufen am 12. Mai 2006.